# Чири-Юртовское сельское поселение
Чири-Юртовское се́льское поселе́ние — муниципальное образование в Шалинском районе Чечни Российской Федерации.
Административный центр — посёлок Чири-Юрт.

## История
Статус и границы сельского поселения установлены Законом Чеченской Республики от 20 февраля 2009 года № 10-РЗ «Об образовании муниципального образования Шалинский район и муниципальных образований, входящих в его состав, установлении их границ и наделении их соответствующим статусом муниципального района, городского и сельского поселения».

## Население
| 2010  | 2012  | 2013  | 2014  | 2015  | 2016  | 2017  |
| ----- | ----- | ----- | ----- | ----- | ----- | ----- |
| 5734  | ↗5868 | ↗6034 | ↗6168 | ↗6279 | ↗6342 | ↗6437 |
| 2018  | 2019  | 2020  | 2021  | 2023  | 2024  |       |
| ↗6507 | ↗6532 | ↗6567 | ↗6860 | ↗6971 | ↗7048 |       |

## Состав сельского поселения
| № | Населённый пункт | Тип населённого пункта | Население |
| - | ---------------- | ---------------------- | --------- |
| 1 | Чири-Юрт         | посёлок                | ↗7048     |